# Sains-en-Amiénois
Sains-en-Amiénois (picardisch: Sains-in-Anmiénoé) ist eine nordfranzösische Gemeinde mit 1200 Einwohnern (Stand 1. Januar 2022) im Département Somme in der Region Hauts-de-France. Die Gemeinde liegt im Arrondissement Amiens, ist Mitglied des Gemeindeverbands Amiens Métropole und gehört zum Kanton Amiens-6. Die Bewohner werden Samois und Samoises genannt.

## Geographie
Die Gemeinde liegt im Amiénois oberhalb von zwei Trockentälern rund neun Kilometer südlich von Amiens.
Umgeben wird Sains-en-Amiénois von den fünf Nachbargemeinden:
|         | Saint-Fuscien                               | Boves     |
| Rumigny | Kompassrose, die auf Nachbargemeinden zeigt |           |
|         | Grattepanche                                | Cottenchy |

## Geschichte
Das Dorf, das in der galloromanischen Zeit Sama hieß, liegt an der alten Römerstraße von Samarobriva (Amiens) nach Lutéce (Paris). Dort wurde ein Altar entdeckt, der Herkules und anderen Gottheiten gewidmet war. Sama war der Ort des Martyriums der Heiligen Fuscianus, Victoricus und Gentianus. Die Entdeckung ihrer Grabstätte war der Ausgangspunkt für den Bau der ersten Kirche. Der Name des Dorfes wurde mit der Anwesenheit der Reliquien geändert: „fundus ex nomine sanctorum“ im Jahr 1090; „Pfarrei von Sanctis“ im Jahr 1237; „Sainz“ im 13. Jahrhundert.
Das Dorf wurde im 9. Jahrhundert von den Wikingern zerstört. Im Mittelalter war das Gebiet von Sains in Lehen aufgeteilt, die von der Herrschaft Boves abhängig waren. Im Jahr 1041 trug Dreux de Boves auch den Titel eines Herrn von Coucy.
Zwei Könige von Frankreich reisten durch Sains: Franz I. im September 1545 und Heinrich IV. während der Belagerung von Amiens vom 11. März bis 27. September 1597.
Pierre du Gard, Herr von Bienval, Bus und Francamps ließ das Schloss von Sains erbauen und machte es 1749 zu seinem Hauptwohnsitz.
Während der Französischen Revolution kam der Seigneur von Boves auf dem Schafott ums Leben. Am 7. Februar 1794 wurde die Kirche geplündert und die Glocken gestohlen. Der Ort wird zur Lagerung von Salpeter genutzt, während die beiden Säulen zwischen Chor und Kirchenschiff beschädigt wurden.
Als Fabriken elektrisch betriebene Maschinen einsetzten, werden handwerkliche Tätigkeiten eingestellt. Dadurch sank die Einwohnerzahl von 829 Einwohnern im Jahr 1857 auf 645 im Jahr 1904.
Die Gemeinde war 1880 nicht mehr die Hauptstadt des Kantons, sondern Boves, das an der Eisenbahnlinie Paris-Amiens liegt. Seit 1986 führt die Gemeinde den jetzigen Namenszusatz.
Sains diente 1870 als Stützpunkt für die Preußische Armee, als Quartier während des Ersten Weltkriegs und als Verteidigungspunkt für die Weygand-Linie im Jahr 1940.
| 1962 | 1968 | 1975 | 1982 | 1990 | 1999 | 2006 | 2013 | 2020 |
| ---- | ---- | ---- | ---- | ---- | ---- | ---- | ---- | ---- |
| 445  | 453  | 605  | 936  | 1054 | 1075 | 1237 | 1181 | 1213 |

## Verwaltung
Bürgermeister (maire) ist seit 2014 Pierre Lepoetre.

## Gemeindepartnerschaft
- Bessenbach in Unterfranken, Deutschland (gemeinsam mit Dury und Saint-Fuscien), seit 1985.

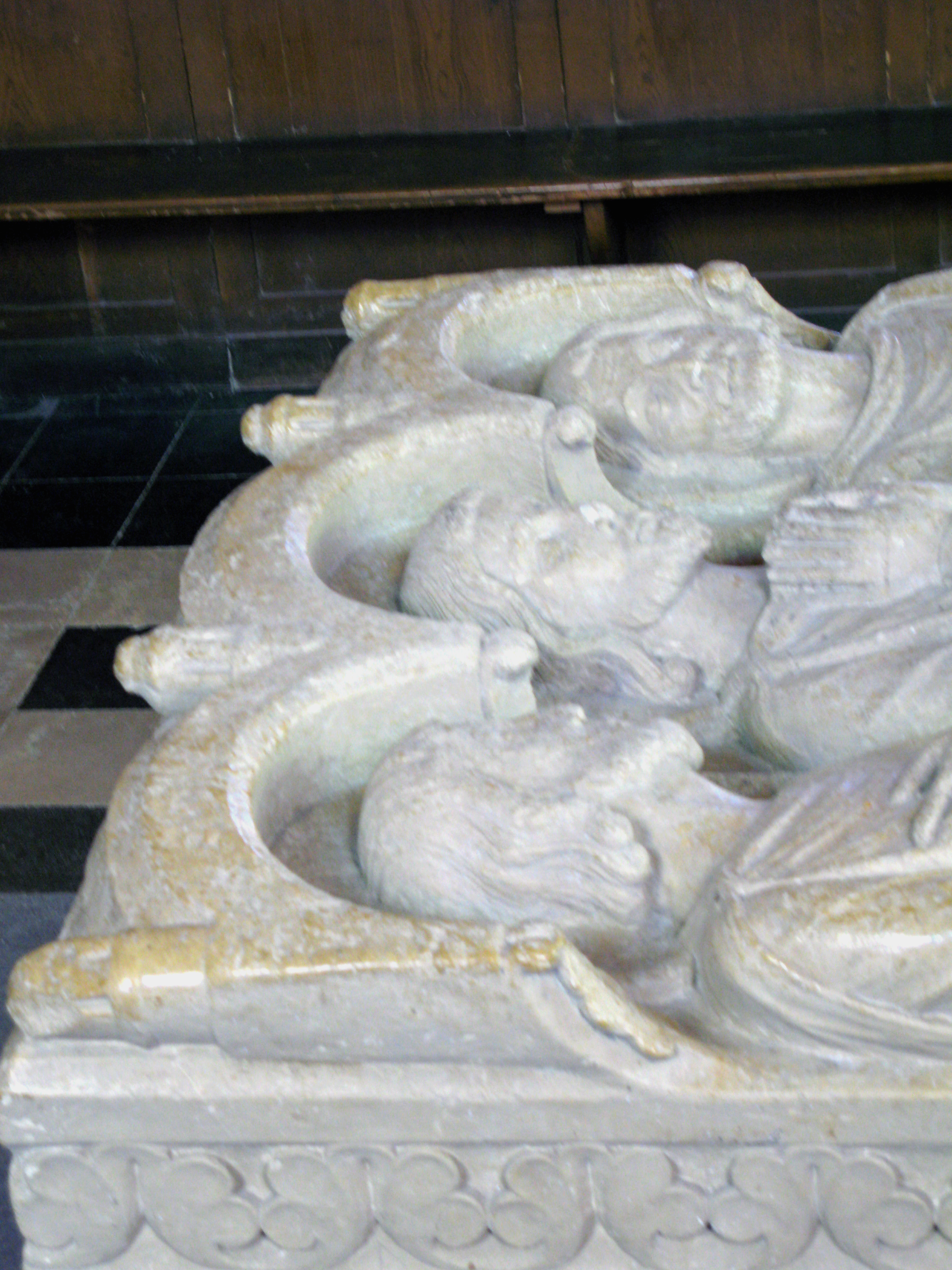
Teil des Grabdenkmals der drei Heiligen

## Sehenswürdigkeiten
- Den drei Heiligen Fuscianus, Victoricus und Gentianus geweihte Kirche aus dem 15. Jahrhundert mit einem Grabdenkmal für die drei Patrone und einer Tauffünte, beide aus dem 12. Jahrhundert; die Spitze des Kirchturms aus der Zeit um 1900
- Bethaus aus dem 19. Jahrhundert
- Landgut La Roseraie mit Park, errichtet 1866, seit 2020 in Teilen als Monument historique eingeschrieben